# Regice
Regice is een fictief wezen uit de Pokémon anime en spelwereld. Het is een legendarische Pokémon uit de Hoenn-regio van het type IJs. Hij is een van de drie “Regi” Pokémon, samen met Regirock en Registeel.

## Uiterlijk
Regice is een grote golem gemaakt uit Antarctisch ijs en lijkt op een kristal. Regice heeft een braillepatroon op zijn gezicht dat lijkt op een plusteken “+”. Hij hult zichzelf in lucht met een temperatuur van -200 graden Celsius en kan niet smelten, zelfs niet als hij in lava gedompeld wordt. Vanwege zijn extreem koude lichaam kan iedereen die in de buurt komt, bevriezen.

## In de videospellen
Regice komt het eerst voor in de generatie 3 spellen, Ruby, Sapphire en Emerald. Regice kan alleen gevangen worden in de Island Cave (Eilandgrot). Hiervoor moet de speler eerst een bezoek brengen aan de Sealed Chamber (Verzegelde Kamer), aangezien de Grot anders niet open is. Eenmaal binnen moet de speler nog een taak in brailleschrift uitvoeren, voordat de binnenste kamer geopend wordt waar Regice slaapt.
In de generatie 4-spellen moet de speler alle drie de Regi's, inclusief Regice, in zijn of haar team hebben voordat Regigigas ontwaakt.

## In de anime
Regice komt voor het eerst voor in "Grenzen Verleggen" in het bezit van Piramide Koning Brandon. Brandon gebruikt hem in zijn derde gevecht tegen Ash. Ash's Pikachu weet Regice uiteindelijk te verslaan met een extreem krachtige Volt tackle, waardoor Ash het Brave Symbol wint.
In de Diamond & Pearl-serie komt Regice opnieuw voor, wanneer Brandon het opneemt tegen Paul. Regice verslaat met gemak Paul's Lairon en verlamd zijn Ursaring voordat Brandon hem weer terugroept. In de daaropvolgende aflevering, "Pilaren van Vrienschap", helpt Regice Regigigas te beschermen tegen Pokémon Jager J en wordt in steen verandert door J's armband. Op het eind blijft hij samen met Regirock, Registeel en Brandon bij de Snowpoint Tempel achter om de slapende Regigigas te beschermen.
Regice komt ook voor in de achtste Pokemon film: Lucario en het Mysterie van Mew als bewaker van de Boom van het Begin.

## Krachten en vaardigheden
Regice's speciale vaardigheid is Vrij Lichaam. Dit houdt in dat Regice’s statistieken niet verlaagd kunnen worden door de tegenstander.
Regice’s sterke punten zijn zijn hoge speciale aanvalskracht en weerstand tegen speciale aanvallen. Zowel zijn fysieke aanvallen als zijn weerstand hiertegen zijn minder sterk.
Regice kan verschillende sterke aanvallen leren zoals IJstraal, Zap Kannon en Hyperstraal.